# Pachysticus jenisi
Pachysticus jenisi är en skalbaggsart som beskrevs av Antonio Vives 2004. Pachysticus jenisi ingår i släktet Pachysticus och familjen långhorningar.
Artens utbredningsområde är Madagaskar. Inga underarter finns listade i Catalogue of Life.